# 劉洛生
劉洛生（1516年—？），字希程，山東東昌府恩縣人，民籍，明朝政治人物。

## 生平
嘉靖十六年（1537年）丁酉科山東鄉試第五十五名舉人。嘉靖十七年（1538年）中式戊戌科會試第九十名，登進士第三甲第一百一十七名。十九年任山西翼城县知县，二十二年升安吉州知州。復除直隶六安州知州，调陕西耀州。

## 家族
曾祖劉忠；祖父劉進，典史；父劉鎬，縣主簿。前母馬氏；前母郭氏。母房氏。具庆下。兄刘鲁生（贡士）。弟刘关生、刘闽生、刘兖生。